# Chiesa di Santa Vittoria (Thiesi)
La chiesa di Santa Vittoria è sita a Thiesi, in provincia di Sassari.

## Storia
Si fa risalire la costruzione fra il 1400 e il 1590, quando fu eretta dalla famiglia Manca per fregiare la vittoria dei catalano-aragonesi sugli arborensi come si evince dallo stemma della famiglia stessa presente sul capitello posto sulla destra dell'arco di trionfo.
Quando si eressero le cappelle secondarie si decise di modificare il tetto semplificandolo ad una coppia di spioventi anziché una pletora di spioventi che ne avrebbero appesantito la forma.

## Descrizione
L'aspetto esterno è in stile gotico-aragonese mentre nell'interno è più rinascimentale anche se si alternano vari stili nei pezzi rimaneggiati e restaurati, ma le parti rinascimentali sono da ricercare nelle cappelle (archi a tutto sesto, cassettoni nell'intradosso, copertura con cupolette ottagonali ecc.). La pianta del presbiterio è poligonale, mentre la volta è radiale.
Nel presbiteriio è una grande pala con Santa Vittoria dipinta da Giovan Battista Orta da Taranto.